# Gand-Wevelgem 1989
La 51e édition de Gand-Wevelgem a eu lieu le 5 avril 1989. La course est remportée par le Néerlandais Gerrit Solleveld (Superconfex), il est suivi dans le même temps par le Britannique Sean Yates (7 Eleven-American Airlines) et à onze secondes par le Danois Rolf Sørensen (Ariostea).

## Classement final
La course est remportée par le Néerlandais Gerrit Solleveld (Superconfex).
| \| Classement général \| Classement général \| Classement général \| Classement général \| Classement général \| \| Coureur \| Coureur \| Pays \| Équipe \| Temps \| \| ------------------ \| ------------------ \| ------------------ \| ----------------------------- \| ------------------ \| \| 1er \| Gerrit Solleveld \| Pays-Bas \| Superconfex-Yoko \| 6 h 29 min 00 s \| \| 2e \| Sean Yates \| Royaume-Uni \| 7 Eleven-American Airlines \| + 0 s \| \| 3e \| Rolf Sørensen \| Danemark \| Ariostea \| + 11 s \| \| 4e \| Eric Vanderaerden \| Belgique \| Panasonic-Isostar-Colnago-Agu \| + 11 s \| \| 5e \| Frank Pirard \| Pays-Bas \| Histor-Sigma \| + 11 s \| \| 6e \| Dirk De Wolf \| Belgique \| Hitachi-VTM \| + 11 s \| \| 7e \| Adriano Baffi \| Italie \| Ariostea \| + 11 s \| \| 8e \| Wilfried Peeters \| Belgique \| Histor-Sigma \| + 11 s \| \| 9e \| Jan Van Camp \| Belgique \| \| + 11 s \| \| 10e \| Jozef Lieckens \| Belgique \| \| + 11 s \| |                   |             |                               |                 |
| |                   |             |                               |                 |
| Sources : ProCyclingStats Cycling Archives |                   |             |                               |                 |
| Classement général |                   |             |                               |                 |
| Coureur | Coureur           | Pays        | Équipe                        | Temps           |
| 1er | Gerrit Solleveld  | Pays-Bas    | Superconfex-Yoko              | 6 h 29 min 00 s |
| 2e | Sean Yates        | Royaume-Uni | 7 Eleven-American Airlines    | + 0 s           |
| 3e | Rolf Sørensen     | Danemark    | Ariostea                      | + 11 s          |
| 4e | Eric Vanderaerden | Belgique    | Panasonic-Isostar-Colnago-Agu | + 11 s          |
| 5e | Frank Pirard      | Pays-Bas    | Histor-Sigma                  | + 11 s          |
| 6e | Dirk De Wolf      | Belgique    | Hitachi-VTM                   | + 11 s          |
| 7e | Adriano Baffi     | Italie      | Ariostea                      | + 11 s          |
| 8e | Wilfried Peeters  | Belgique    | Histor-Sigma                  | + 11 s          |
| 9e | Jan Van Camp      | Belgique    |                               | + 11 s          |
| 10e | Jozef Lieckens    | Belgique    |                               | + 11 s          |